# Lamborghini Egoista
La Lamborghini Egoista è una concept car realizzata dalla casa automobilistica italiana Lamborghini nel 2013.

## Contesto
Realizzata per il 50º anniversario dell'azienda bolognese, il design della vettura si ispira ai velivoli militari da combattimento ed è stato realizzato dal responsabile del design del Gruppo Volkswagen Walter de Silva. 

## Tecnica
Il modello si presenta come un'auto monoposto equipaggiata con lo stesso motore da 5.2 litri con architettura V10 derivato dalla Lamborghini Gallardo, ma potenziato fino a 600 CV che gli consente di accelerare da 0 a 100 km/h in 2,4 secondi e di raggiungere una velocità massima di 350 km/h. 
L'abitacolo è realizzato in fibra di carbonio e per accedervi si passa dalla cupola, apribile elettronicamente. L'impianto di illuminazione è costituito da fari allo xeno con tecnologia LED e frecce laterali arancioni. Nella parte posteriore della carrozzeria sono presenti dei flap aerodinamici, mentre nella parte inferiore, per migliorare il raffreddamento del motore, ci sono delle prese d'aria con configurazione a squame. Gli interni sono costituiti da un sedile sportivo in materiale sintetico con cintura di sicurezza a quattro punti, head-up display e volante sganciabile. Dal 16 maggio 2014 è stata esposta al Museo Lamborghini.